# Xã Automba, Quận Carlton, Minnesota
Xã Automba (tiếng Anh: Automba Township) là một xã thuộc quận Carlton, tiểu bang Minnesota, Hoa Kỳ. Năm 2010, dân số của xã này là 140 người.